# Neomorphus geoffroyi
Il cuculo di terra ventrerosso o cuculo terragnolo culorossiccio (Neomorphus geoffroyi Temminck, 1820) è un uccello della famiglia Cuculidae.

## Distribuzione e habitat
Questo uccello vive nel Centro-Sudamerica, tra Panama a nord e il Brasile e la Bolivia a sud.

## Tassonomia
Neomorphus geoffroyi ha sei sottospecie:
- Neomorphus geoffroyi salvini
- Neomorphus geoffroyi aequatorialis
- Neomorphus geoffroyi australis
- Neomorphus geoffroyi geoffroyi
- Neomorphus geoffroyi maximiliani
- Neomorphus geoffroyi dulcis